# 朝鮮民主主義人民共和國性交易產業
在朝鮮民主主義人民共和國，性交易是非法的，但仍然於非公開狀況下存在。首都平壤是性交易的中心。當地有些女人除賣花外也從事性交易，因此平壤居民以賣花姑娘稱呼娼妓。

## 國家強制性交易
朝鮮民主主義人民共和國政府存在國家強制性交易行為，即歡樂組中的「滿足組」，朝鲜歌舞、艺术团、演艺界几乎全部年轻漂亮的女組員，都是金正恩或者其他高官的性伴侣，这些女明星也只能靠这个途径上位。
并且，朝鲜每年会在全国选美女，供各级官员玩乐，大多在14-20岁的處女中選擇，金正恩并且为这些优中选优的女成员盖了专门的后宫，并且每年会进行选拔，再進行20個月的訓練，為高級官員提供性服务。其他歡樂組成員則主要從事全裸或半裸歌舞表演或者按摩，再给稍微低级别官员提供一天24小时随叫随到全方位性服务。

## 脫北女性
由於極度貧困，不少朝鮮女人逃離朝鮮（脫北者），但很多成為性交易的“受害者”。人權團體指出，有100000朝鮮女人成為性奴隸。而那些被中國當局逮捕的朝鮮女人送還本國時，朝鮮政府會送她們到收容所並強制堕胎，理由是為保朝鮮民族血脈纯正。

## 引用
1. ↑  Jeong, Ji Sun. . A Woman's Voice International. 2004年4月6日  [2007-02-08]. （原始内容存档于2012年3月6日）.
2. ↑  Becker, Jasper. . 《时代》杂志亚洲版. 2003年10月11日  [2007年2月8日]. （原始内容存档于2007年6月1日）.
3. ↑  . 人權觀察. 2018-11-01  [2021-07-06]. （原始内容存档于2021-12-24） （中文（简体））.
4. ↑  譯者：盧映孜; 核稿：蔡佳敏. . 中央社. 2018-11-01  [2021-07-06]. （原始内容存档于2021-12-24） （中文（臺灣））.